# قانون البنية التحتية للمياه في أمريكا لعام 2018
قانون البنية التحتية للمياه في أمريكا لعام 2018 هو قانون اتحادي للولايات المتحدة، تم سنّه خلال الكونغرس الأمريكي الـ 115، والذي ينص على تحسين البنية التحتية للمياه في جميع أنحاء البلاد في مجالات:
• السيطرة على الفيضانات.
• الممرات المائية الصالحة للملاحة.
• تنمية الموارد المائية.
• صيانة وإصلاح السدود والخزانات.
• استعادة النظام الإيكولوجي.
• أنظمة المياه العامة.
• تمويل التحسينات.
• تنمية الطاقة الكهرومائية.
• المساعدة الفنية في التجمعات الصغيرة.
قانون البنية التحتية للمياه في أمريكا لعام 2018
سنهاّ: مجلس الكونغرس ال115 للولايات المتحدة
اقتباسات
القانون العام: 115-270
التدوين
قانون تنمية موارد المياه لعام 2016، قانون إصلاح وتنمية موارد المياه لعام 2014، قانون تنمية موارد المياه لعام 2007، قانون تنمية موارد المياه لعام 2000، قانون تنمية موارد المياه لعام 1996، قانون المياه النظيفة، قانون مياه الشرب المأمونة،
تعديل الأفعال
التاريخ التشريعي
تم تقديمه في مجلس الشيوخ باسم "مشروع قانون لتعيين محكمة الولايات المتحدة الواقعة في 300 الشارع الغربي الرابع في مينيابوليس، مينيسوتا، باسم" محكمة ديانا إي مورفي الولايات المتحدة "S. 3021 بواسطة آمي كلوبشار في 2018-06-07
دراسة اللجنة من قبل مجلس الشيوخ للبيئة والأشغال العامة، النقل المنزلي والبنية التحتية
مرت المنزل في 2018-09-13
اجتاز مجلس الشيوخ في 2018-10-10 (99-1)
وقع في القانون من قبل الرئيس دونالد ج.ترامب في 2018-10-23

كما أعاد القانون تفويض قانون تمويل وابتكار البنية التحتية للمياه لعام 2014 (WIFIA) الذي يوفر مساعدة مالية موسعة للمجتمعات بموجب قانون المياه النظيفة وقانون مياه الشرب المأمونة. تدار هذه البرامج من قبل وكالة حماية البيئة الأمريكية (EPA).
ويتضمن القانون أيضًا تسمية محكمة الولايات المتحدة الواقعة في 300 الشارع الغربي الرابع في مينيابوليس بولاية مينيسوتا، باسم «محكمة ديانا إي مورفي بالولايات المتحدة».
ملخص إجراءات وكالة حماية البيئة الحالية:
• تعديلات على الصندوق المتجدد لدولة مياه الشرب.
• تقييمات مخاطر نظام المياه في المجتمع والمرونة.
• تنفيذ التعديلات على قانون التخطيط للطوارئ وحق المجتمع في المعرفة.
• إدارة التمويل لبرامج منح قانون تحسين البنية التحتية للمياه للأمة WIN .
• تطوير إدارة الأصول واستراتيجيات تنمية القدرات لوكالات الدولة وشبكات المياه العامة.
إجراءات وكالة حماية البيئة القادمة:
• قاعدة إعادة هيكلة نظام المياه.
• تقرير نظام صغير إلى الكونغرس.